# ادامه میدم (ترانه)
«ادامه میدم» ترانه‌ای از تهیه‌کنندهٔ نروژی کیگو و خوانندهٔ بریتانیایی ریتا اورا می‌باشد که تنها به‌عنوان تک‌آهنگی برای فیلم محصول سال ۲۰۱۹ پوکمون کارآگاه پیکاچو منتشر شده‌است. این ترانه در تیتراژ پایانی فیلم پخش می‌شود و در ۱۹ آوریل سال ۲۰۱۹ از سوی آرسی‌ای رکوردز منتشر شده‌است. موزیک ویدئو نیز همان روز منتشر شده بود.